# 산제이 미쉬라

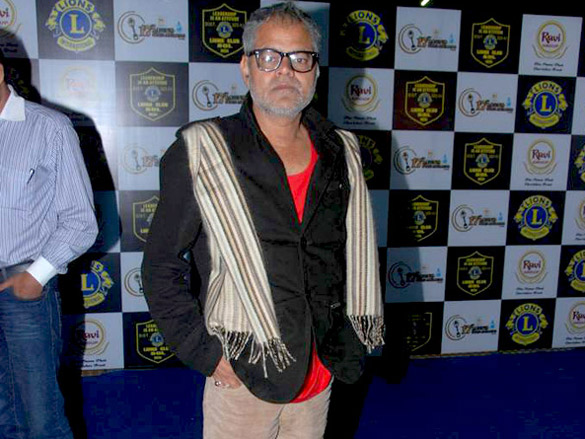

산제이 미쉬라(Sanjay Mishra, 1963년 10월 6일 ~ )는 인도의 배우, 텔레비전 배우이다.
파트나에서 태어났다.

## 영화
- 나의 500번째 영화 (2018년)
- 아티티 인 런던 (2017년)
- 다크 윈드 (2017년)
- 바드샤오 (2017년)
- 레블 (2016년)
- 딜발레 (2015년)
- 마사안 (2015년)
- 아내 업고 달리기 (2015년) - 프렘 아빠 역
- 부스나스 리턴 (2014년)
- 킥 (2014년)
- 졸리 LLB (2013년)
- War Chod Na Yaar (2013년)
- 체이스 (2010년)
- 디어 게스트, 웬 윌 유 리브 (2010년) - 와치맨 역
- 러브 키츠디 (2009년)
- Ek: 더 파워 오브 원 (2009년)
- 올 더 베스트: 펀 비긴스 (2009년)
- 엄마를 찾아서 (2009년)
- 골말 리턴스 (2008년)
- 집 없는 강아지 로미오 (2008년)
- 스타일 (2008년)
- 머니 이즈 아어 드림 (2006년)
- 골말 (2006년)
- 나는 테러리스트를 사랑했다 (1998년)
- 제마 항구 (1997년)